# N267 (België)
De N267 is een gewestweg in de Belgische provincies Vlaams-Brabant en Antwerpen. De weg verbindt Hever (Boortmeerbeek) en Muizen (Mechelen) met Zemst en heeft een lengte van 6 kilometer.

## Traject
De N267 begint aan de Leuvensesteenweg  (N26) op de grens van de dorpen Hever (Boortmeerbeek) en Muizen (Mechelen) en loopt ruim 300 meter in Zuidoostelijke richting tot aan de Leuvense Vaart. Over deze afstand ligt de provinciegrens tussen Vlaams-Brabant en Antwerpen in het midden van de N267. Het kanaal wordt door middel van de basculebrug "Hofstadebrug" (ook wel "Heverpont" in de volksmond) overgestoken.
Eenmaal de Leuvense Vaart overgestoken vormt de N267 de grens tussen de dorpen Schiplaken (Boortmeerbeek) en Hofstade (Zemst) tot aan de kruising met de N227 'Tervuursesteenweg' in Elewijt (Zemst). Deze kruising en de onmiddellijke omgeving heet in de volksmond 'Kantoor'. Verderop in Weerde loopt de N267 op een viaduct over de A1/E19. Afrit 11 (Zemst) ligt op dit viaduct.
Ter hoogte van station Weerde lopen de spoorlijnen 25 en 27 via een spoorbrug over de N267.
De N267 eindigt ten slotte op de N1 (Brusselsesteenweg) in Zemst.

## Plaatsen langs de N267
- Hever
- Muizen
- Schiplaken
- Hofstade
- Elewijt
- Weerde
- Zemst

## Trivia
- Het meest zuidelijke punt van de provincie Antwerpen ligt in het midden van Hofstadebrug, op het baanvak van de N267.
- Het domein van Hofstade ("De Plage" in de volksmond) en het Sportimonium, een museum over sport, liggen aan deze weg.
- De natuurgebieden Vriezenbroek en de Weerdse Vijver grenzen aan de N267.